# Angel of Harlem
Singles de U2
Desire
(1988) When Love Comes to Town
(1988)
Angel of Harlem est une chanson du groupe de rock irlandais U2, publiée comme single le 1er décembre 1988, sous le label Island Records. C'est le second 45 tours et la 10e piste de l'album Rattle and Hum paru la même année. 
Écrit en hommage à Billie Holiday, le morceau a été enregistré au studio Sun de Memphis. En face B du single se trouve le titre A Room at the Heartbreak Hotel.

## Analyse du morceau

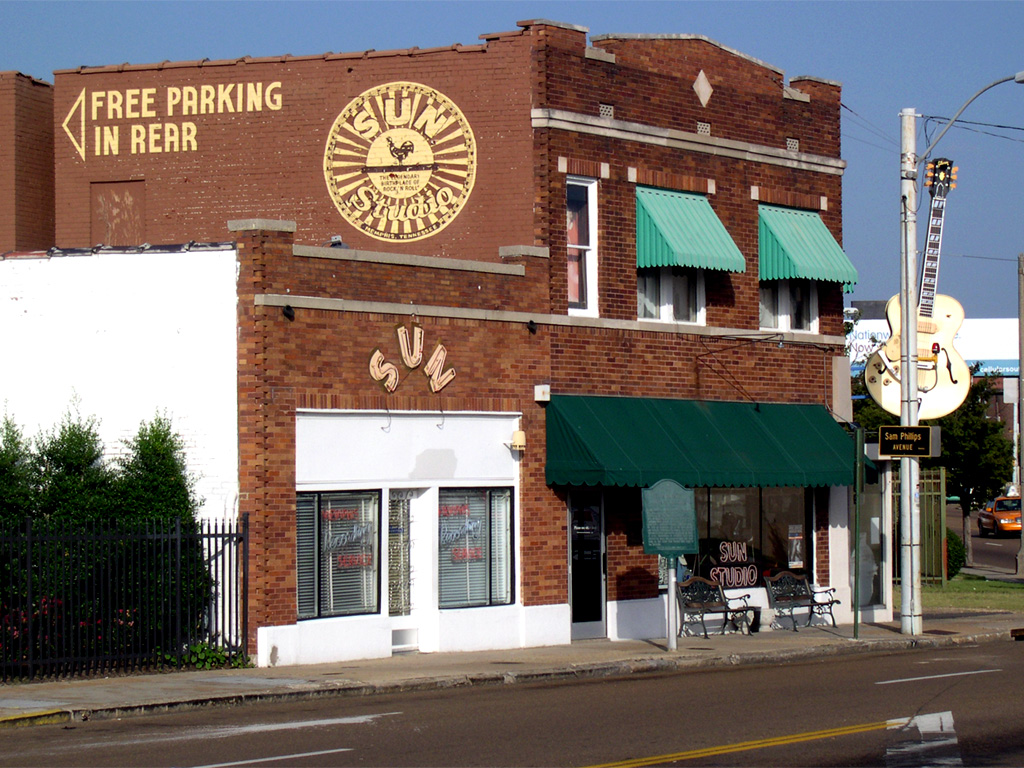
Angel of Harlem a été enregistré au Studio Sun à Memphis en 1987.

Angel of Harlem a été enregistré en 1987 pendant la tournée Joshua Tree, à une « époque d'expérimentation »  et d'immersion de U2 dans « les différentes facettes de la musique roots américaine  ». L'écriture du morceau est inspirée de la première visite du groupe dans la Grosse Pomme. Le texte de la chanson est un hommage à Billie Holiday.
L'originalité de ce morceau est la présence de cuivres, rare chez U2. Un titre bien fait pour les bandes FM, qui pourrait être facilement joué dans un bar situé en bordure d'autoroute. « C'est une chanson de juke-box », complète Bono. « On n'a pas beaucoup de chansons de juke-box, peut-être six ou sept, mais c'est une de celles que les gens passent dans les bars. »
Dans Le Nouveau Dictionnaire du Rock, Benoît Laudier et Philippe Auclair, parlent d'une « excellente chanson ».

## Classements
Le 45 tours s'est hissé à la 1re place au Canada et en Nouvelle-Zélande, à la 3e place en Irlande, à la 8e place aux Pays-Bas, à la 9e place en Angleterre et à la 14e place aux États-Unis.